# Расселл Вуд (плавець)
Расселл Вуд (англ. Russell Wood, 4 травня 1994) — канадський плавець, що спеціалізується в плаванні на спині.  Учасник Чемпіонату світу з водних видів спорту 2015.